# 우크라이나 재건 회의
우크라이나 재건 회의(영어: Ukraine Recovery Conference, URC)는 러시아의 우크라이나 침공에 따른 우크라이나의 재건에 대해 논의하기 위한 연례 국제 행사이다.

## 역사
2014년 우크라이나 혁명 이후 우크라이나는 안보와 민주적 책임을 강화하기 위한 개혁을 시작했다. 2017년, 볼로디미르 그로이스만 우크라이나 총리가 자국의 개혁을 지원하고 이행하기 위해 국제 기구 및 외국과의 적극적인 참여와 협력을 위한 도구로서 제1차 '우크라이나 개혁 회의'로 출범한 것이 시초이다. 본래 우크라이나 개혁 회의는 우크라이나의 개혁 진행에 초점을 맞추었다. 우크라이나와 유럽연합, 북대서양 조약기구, G7, 시민사회 대표, 민간 부문 구성원, 싱크탱크를 포함한 외국 공무원을 포함하는 회의로 시작했다. 회의의 목적은 주요 개혁 결과 제시, 목표 우선순위 설정, 대우크라이나 투자 장려, 국가 개혁에 대한 국제 사회의 참여 등이었다.
2022년 2월 24일, 러시아가 2014년에 시작된 러시아-우크라이나 전쟁에 이어 우크라이나를 전면 침공함에 따라, '제5차 우크라이나 개혁회의'가 '우크라이나 재건 회의'로 명명되고 주요 초점이 변경되었다.

## 대한민국 대표 참석 현황
대한민국은 2022년 러시아의 우크라이나 침공 이후 계속 회의에 참석해오고 있다.
- 2024년: 강인선 외교부 제2차관
- 2023년: 방문규 국무조정실장
- 2022년: 이도훈 외교부 제2차관

## 회의 일람

### 2024년 (독일)

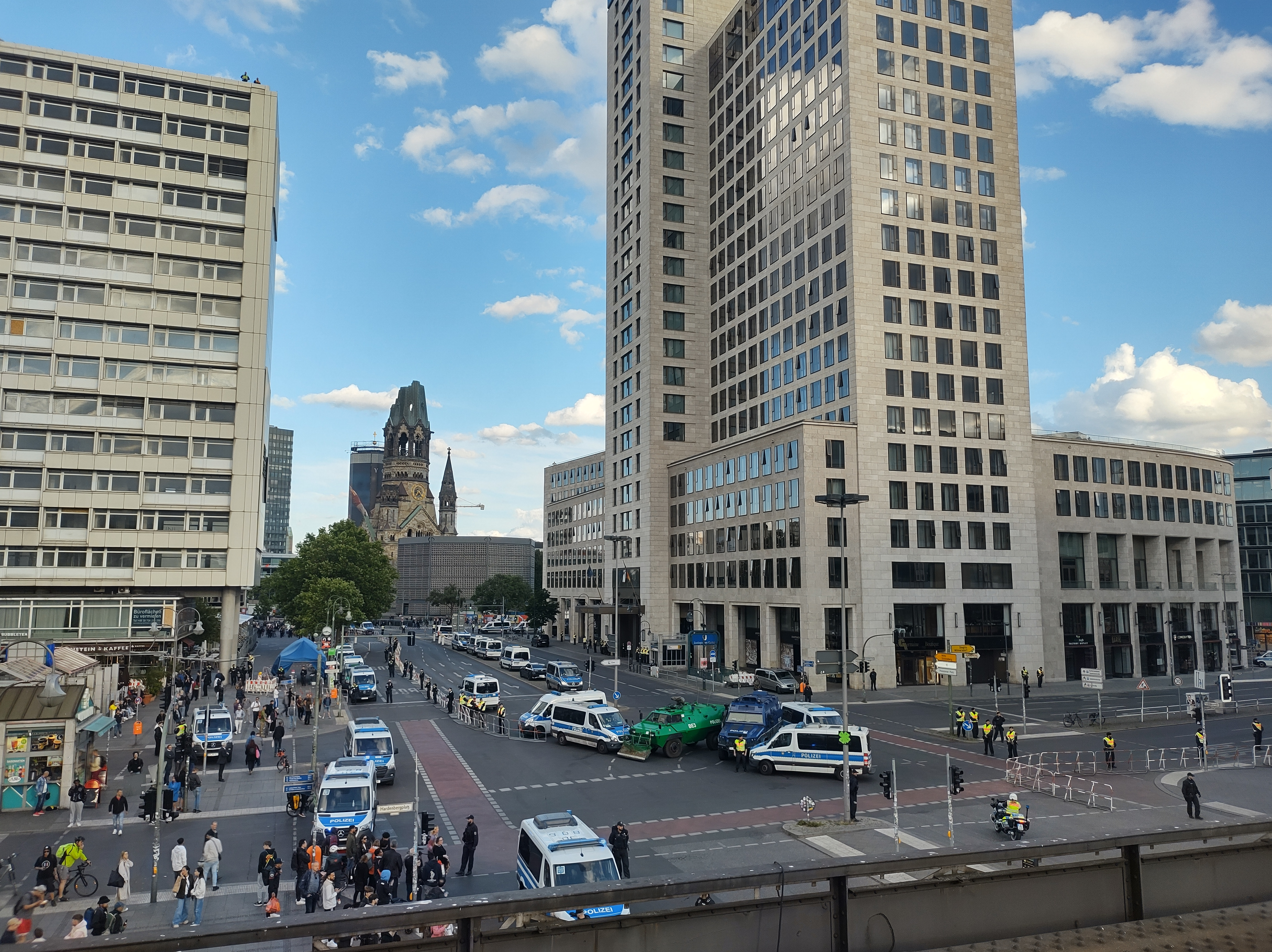
젤렌스키 대통령의 베를린 방문으로 폐쇄된 도로 (2024년 6월 11일)

2023년 9월, 독일이 다음 회의를 개최할 것이라고 발표했고 이듬해 6월 11부터 이틀간 수도 베를린에서 개최되었다. 60여개국 관료와 기업인 등 2천여명이 참석했다.
젤렌스키 대통령은 "블라디미르 푸틴(러시아 대통령)이 패배하는 것이 우리의 공동 이익"이라고 말했다. 또 회의 주최국인 독일의 패트리엇 방공 시스템 지원에 대해 감사의 뜻을 표했다.
대한민국 측에서는 강인선 외교부 제2차관이 참석했다. 강 차관은 호세 페르난데즈 미국 국무부 경제성장·에너지·환경 담당 차관, 주잔네 바우만 독일 외무청 사무차관, 누스랏 가니 영국 외무부 유럽담당 국무상과도 각각 면담했다.

### 2023년 (영국)

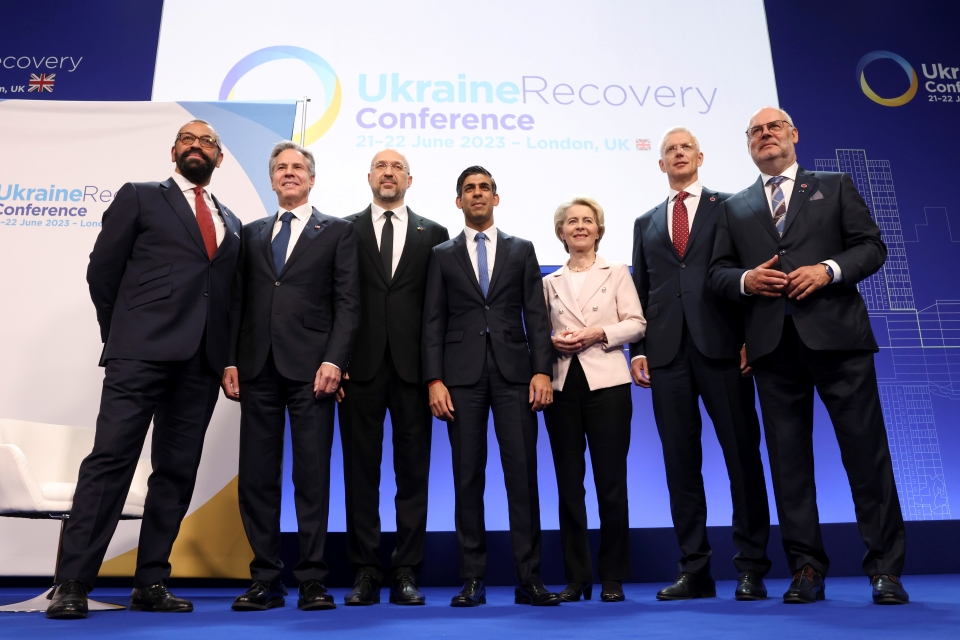
2023년 회의에 참석한 지도자와 정부 관계자

2023년 회의는 6월 21일부터 22일까지 영국 수도 런던에서 개최되었다. 이 회의에는 대한민국을 포함한 61개국 33개 국제기구 대표, 400여개 기업이 참석하였다.
회의 기간 데니스 슈미할 우크라이나 총리는 자국이 제2차 세계대전 이후 유럽에서 가장 큰 재건 프로젝트에 직면해 있으며 70억 달러의 원조를 요청했다고 밝혔다. 우르줄라 폰데어라이엔 유럽 연합 집행위원장은 2024년부터 2027년까지 4년에 걸쳐 재정 안정과 회복, 주요 개혁의 실행을 지원하기 위해 최대 500억 유로를 제공하는 등 우크라이나의 유럽 연합 가입을 제안했다.
대한민국 측에서는 외교부, 국토교통부 관계자가 참석했다.
 대한민국
한국의 전후 경제발전 경험을 토대로 우크라이나에 꼭 필요한 기반시설 재건과 기초 사회서비스 회복 등을 지원할 수 있을 것입니다.— 방문규 국무조정실장

### 2022년 (스위스)

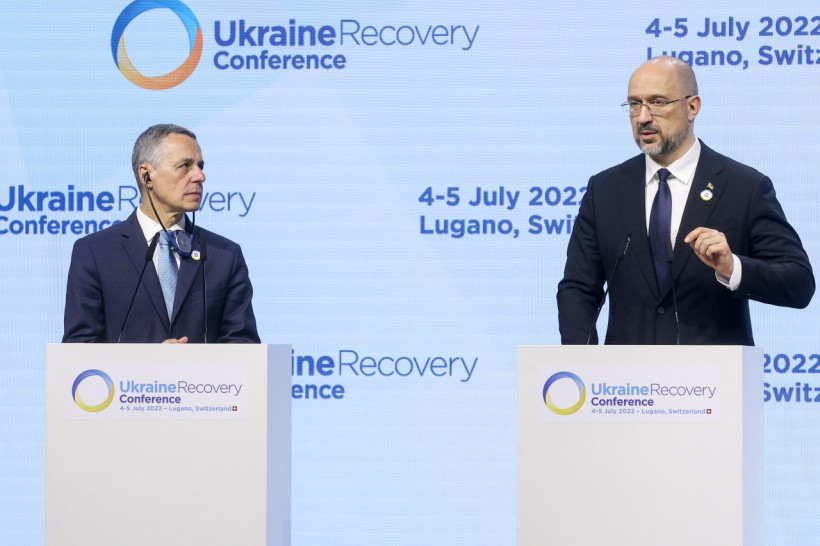
2022년 회의에 참석한 데니스 슈미할 우크라이나 총리와 이냐치오 카시스 스위스 대통령

제5차 회의는 우크라이나의 러시아 침공 이후 이루어진 첫 번째 회의였으며 이로 인해 회의 명칭이 기존 우크라이나 개혁 회의에서 우크라이나 회복 회의로 변경되었다.
스위스 루가노에서 2022년 7월 4일부터 이틀간 개최된 동 회의는 우크라이나 재건을 위한 기금 모금 계획을 포함하여 우크라이나의 전후 재건에 관한 로드맵을 제시하기 위한 회의였다. 데니스 슈미할 총리는 자국의 인프라 손실이 1000억 달러가 넘었다고 밝혔다. 1,200개가 넘는 교육 기관, 200개의 병원, 수천 킬로미터의 가스 파이프라인, 수도 및 전기 인프라, 도로 및 철도가 파괴되거나 손상되었다.
회의에서 우크라이나의 전후 복구를 위한 초안 프레임워크가 제시되었다. 2,000명의 전문가 의견을 토대로 프레임워크는 3단계로 구분되었으며 재건 비용은 약 7,500억 달러로 추산되었다.
초안 프레임워크에는 '물 공급과 교량 건설을 포함한 인도적 지원', '2023년부터 2025년까지 학교, 병원, 주택 재건', '2026년부터 2032년까지 우크라이나의 녹색 경제로의 현대화 추진 및 우크라의 EU 가입 준비 등이 포함되어있다.
회의 결과 '루가노 선언'이 도출되었으며, 우크라이나의 회복 과정을 위한 7가지 원칙이 포함되어 있다.
1. 우크라이나 주도의 국제 파트너와의 협력
2. 우크라이나의 개혁 중점
3. 투명성, 책임성, 법치주의
4. 민주적 참여
5. 다양한 이해관계자의 참여
6. 성평등과 포용성
7. 지속 가능성

선언문에는 바니아, 호주, 오스트리아, 벨기에, 그리스, 덴마크, 에스토니아, 이스라엘, 아일랜드, 아이슬란드, 스페인, 이탈리아, 캐나다, 키프로스, 라트비아, 리투아니아, 리히텐슈타인, 룩셈부르크, 몰타, 몰도바, 네덜란드, 독일, 노르웨이, 북마케도니아, 폴란드, 포르투갈, 대한민국, 루마니아, 슬로바키아, 슬로베니아, 영국, 미국, 터키, 우크라이나, 헝가리, 핀란드, 프랑스, 크로아티아, 일본의 국가 원수와 정부 장관, 고위급 대표, 유럽 평의회, 유럽 재건 개발 은행, 유럽 위원회, 유럽 투자 은행, 경제 협력 개발 기구의 고위 관리와 고위 대표가 서명했고, 영국은 또한 우크라이나 재건을 위한 대규모 지원 패키지를 공개했다.
이 회의는 젤렌스키 대통령이 직접 참석하지 않고 키이우에서 화상으로 참석하였다. 젤렌스키 대통령은 연설에서 "우크라이나 재건은 한 국가의 지역적 임무가 아니라 전 세계 민주주의 국가 공동의 임무”라면서 “우크라이나 재건은 세계 평화를 지원하기 위한 최대의 기여”라고 말했다.
대한민국측에서는 이도훈 외교부 제2차관이 참석했다. 이 차관은 전체회의에서 우크라이나 정부, 국민에 대한 한국 정부의 연대 의지를 표명했다.
 대한민국
우크라이나의 재건 희망 분야이자 한국이 강점을 지닌 분야인 인프라, 기초사회서비스, 공공 거버넌스 등에서 기여할 수 있을 것입니다.— 이도훈

### 2021년 (리투아니아)

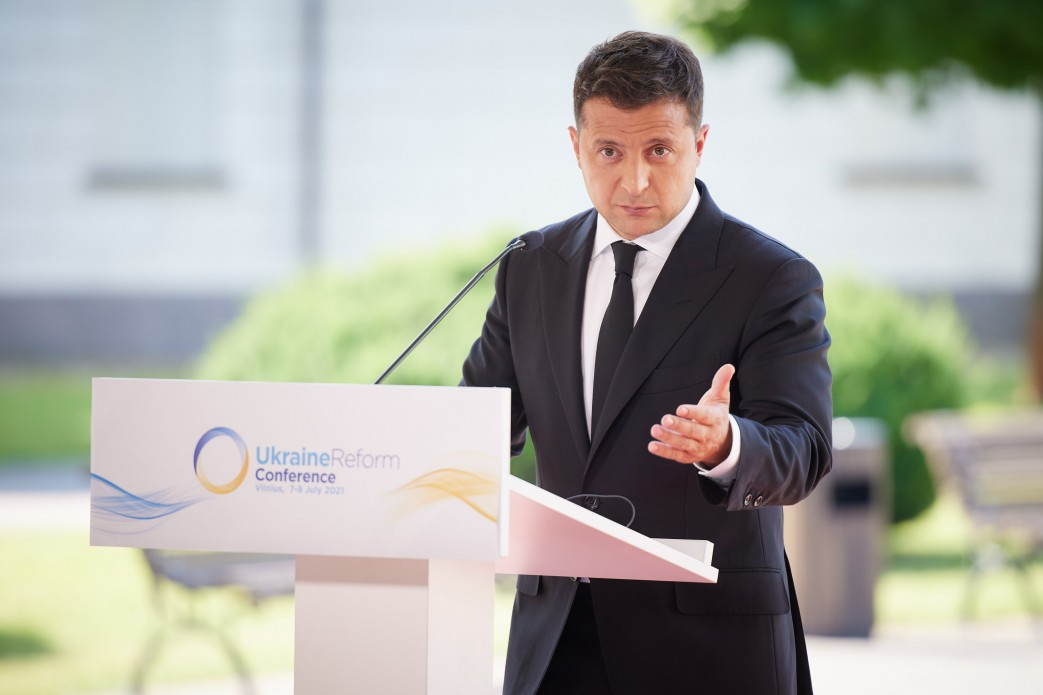
4차 회의에서 연설하고 있는 젤렌스키 대통령

제4차 회의는 본래 2020년 7월 7일 리투아니아 빌뉴스 에서 개최될 예정이었지만, 코로나19 범유행으로 인해 2021년으로 연기 개최되었다.
기타나스 나우세다 리투아니아 대통령과 볼로디미르 젤렌스키 우크라이나 대통령이 참석했다. 참가국 명단은 다음과 같다.
- 알바니아
- 오스트리아
- 벨기에
- 불가리아
- 캐나다
- 크로아티아
- 키프로스
- 체코
- 덴마크
- 에스토니아
- 핀란드
- 프랑스
- 독일
- 그리스
- 헝가리
- 아이슬란드
- 아일랜드
- 이스라엘
- 이탈리아
- 일본
- 라트비아
- 룩셈부르크
- 몰타
- 몬테네그로
- 네덜란드
- 노르웨이
- 폴란드
- 포르투갈
- 루마니아
- 슬로바키아
- 슬로베니아
- 대한민국
- 스페인
- 스위스
- 스웨덴
- 튀르키예
- 우크라이나
- 영국
- 미국

2019년 회의 참가국 전원과 대한민국, 불가리아가 참가했다. 이 외에 유럽연합, 유럽부흥개발은행, 유럽평의회, 국제통화기금, 북대서양조약기구, 경제협력개발기구(OECD), 유럽안보협력기구, 유엔개발계획, 세계은행, 우크라이나 유럽연합 자문단, 우크라이나 유럽연합 부패방지이니셔티브의 대표들도 참석했다.
이 회의는 2019년 우크라이나 대선 이후의 개발, 돈바스 전쟁, 미래를 위한 정책 목표에 초점을 맞추었다.

### 2019년 (캐나다)

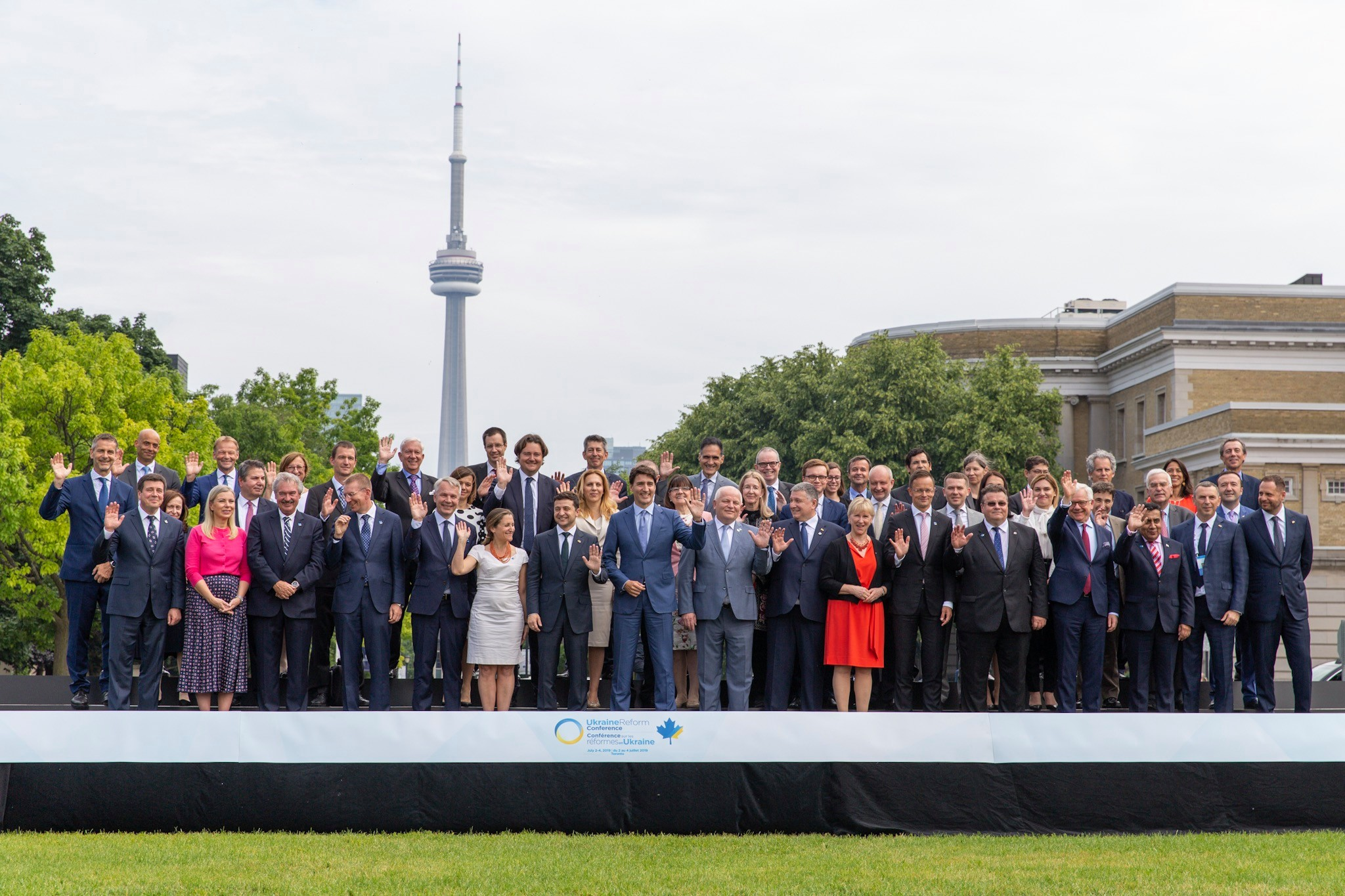
2019년 토론토 회의에 참석한 각국 지도자와 고위급 대표단

제3차 회의는 2019년 7월 2일부터 4일까지 캐나다 토론토에서 개최되었다. 37개국 대표단과 10개 국제기구 대표단을 포함해 800명 이상이 참석했다. 볼로디미르 젤렌스키 대통령, 저스틴 트뤼도 캐나다 총리 등이 참석했다.
- 알바니아
- 오스트리아
- 벨기에
- 불가리아
- 캐나다
- 크로아티아
- 키프로스
- 체코
- 덴마크
- 에스토니아
- 핀란드
- 프랑스
- 독일
- 그리스
- 헝가리
- 아이슬란드
- 아일랜드
- 이스라엘
- 이탈리아
- 일본
- 라트비아
- 룩셈부르크
- 몰타
- 몬테네그로
- 네덜란드
- 노르웨이
- 폴란드
- 포르투갈
- 루마니아
- 슬로바키아
- 슬로베니아
- 스페인
- 스위스
- 스웨덴
- 튀르키예
- 우크라이나
- 영국
- 미국

또한 NATO, 유럽 의회, 국제 통화 기금, 유럽 투자 은행, 유럽 재건 개발 은행, OECD, 및 세계 은행의 대표들도 참석했다.

## 같이 보기
- 2014년 우크라이나 혁명
- 유로마이단